# Alessandro Zagano
Alessandro Zagano (né le 3 octobre 1955 à Crema en Lombardie) est un joueur de football italien, qui évoluait au poste de défenseur.
Réputé pour son sens du marquage mais peu pour sa technique, il n'a joué en zone que lors de la dernière saison de sa carrière, sous les ordres de Giovanni Galeone.
Il vit aujourd'hui à Bologne, où il fait partie du Chemin néocatéchuménal avec sa famille.

## Biographie
Tout d'abord formé chez les jeunes de l'AC Milan, il est repéré à l'âge de 15 ans par les recruteurs de la Juventus, qui le convainc de rejoindre le club de Turin. Avec le centre de formation des bianconeri, il joue avec plusieurs catégories de jeunes, de la Primavera en passant par la Nazionale Juniores.
En 1974, à 19 ans, il rejoint en prêt le club de Brindisi en Serie B. Il joue dans les Pouilles une saison en tant que titulaire, avec 35 matchs pour un but. De retour à la Juventus, il est à nouveau prêté à Plaisance (relégués à la fin de la saison) puis à Lecce, qui en 1977 le rachète définitivement au club bianconero. Il s'impose chez les giallorossi durant ses trois saisons en Serie B, jusqu'à ce qu'en 1979, il finit par être acheté par le club de la Fiorentina (pour ce qui reste l'unique achat du club de la viola durant ce mercato estival).
En Toscane, il est au départ titulaire, débutant en première division le 16 septembre 1979 contre l'Udinese. Il perd ensuite peu à peu sa place dans le onze de départ au profit du jeune Giovanni Guerrini, et finit la saison avec 15 matchs en championnat et 4 en Coppa Italia. Il rejoint alors Pistoiese, nouveau promu en Serie A, formant avec Marcello Lippi et Mauro Bellugi le rempart défensif du club, sans toutefois parvenir à éviter la relégation de l'équipe.
La carrière de Zagano se poursuit ensuite en Serie B pour une saison à Pérouse, avant de descendre en Serie C1 avec Bologne, avec qui il obtient une promotion en Serie B en 1983-84. Il rejoint ensuite le club du SPAL, et y reste deux saisons avant de décider de mettre un terme à sa carrière à l'âge de 31 ans,.
Au total il joue 44 matchs en Serie A ainsi que 192 matchs pour 2 buts en Serie B.